# Лейла Адамян
Лейла Вагоева (Владимирова) Адамян (на руски: Лейла Вагоевна Адамян) е съветска и руска акушер-гинеколожка, доктор на медицинските науки, преподавател, професор от арменски произход.
Ръководител е на отделението по гинекология в Националния медицинско-изследователски център по акушерство, гинекология и перинатология „Акад. В. И. Кулаков“. Главна акушер-гинеколожка в Русия.
Академик на Руската академия на медицинските науки (2004, член-кореспондент от 1999), академик на Руската академия на науките (2002), лауреат на Премия на правителството на Руската федерация (2001).

## Биография
Родена е на 20 януари 1949 г. в Тбилиси, в семейство на арменци – Ваго (Владимир) Хачатурович (р. 1925) и Ерануи Саркисова Саакян (р. 1925). По-малката ѝ сестра Светлана е професор офтаматолог. През 1972 г. завършва Първи Московски медицински институт „И. М. Сеченов“, а през 1974 г. – в катедрата по акушерство и гинекология в същия институт. След това продължава с аспирантура във Всесъюзния научноизследователски институт по акушерства и гинекология към Министерство на здравеопазването на СССР. В периода 1977 – 1980 г. е младши научен сътрудник, а в 1980 – 1989 г. – старши научен сътрудник. От 1989 г. ръководи отделението по гинекология. През 1993 г. е избрана за професор, от 1999 г. е член-кореспондент на Руската академия на медицинските науки, а от 2004 г. е академик. Член е на бюрото по класическа медицина към академията. От 2002 г. създава и ръководи катедрата по ретропродуктивна медицина и хирургия към факултета за следдипломна квалификация при Московския държавен медико-стоматологичен университет. От 30 март 2007 г. е заместник-директор на Центъра по научни дейнсоти.

## Научна дейност
Автор е на 17 изобретения и множество научни трудове в областта на гинекологията. Тя е главна акушер-гинеколожка на Руската федерация.
Под нейно ръководство са организирани 26 Международни конгреса по различни аспекти на гинекологията, на които присъстват над 10 000 участника, а от 2006 г. – и на ежегодния Международен конгрес по репродуктивна медицина.

## Награди
- Заслужил деятел на науката на Руската федерация (2002);
- Премия на Правителството на Руската федерация в областта на науката и техниката (2001) – за разработване и внедряване в практиката на ендоскопичния метод в гинекологията[1];
- Орден „За заслуги към родината“ IV степен (2009), III степен (2014)[2] и II степен (2018)[3];
- Златен медал „Лев Николаев“ (2016) за съществен принос в образованието, популяризиране на науката и културата.